# 腹ペコ野良猫
『腹ペコ野良猫』（はらペコのらねこ、原題：The Counterfeit Cat, 公開：1949年12月24日）は、アメリカ合衆国の映画会社メトロ・ゴールドウィン・メイヤー (MGM) に所属していたアニメーターのテックス・アヴェリーによる作品のひとつ。

## スタッフ
- 監督 - テックス・アヴェリー
- 制作総括 - フレッド・クインビー
- アニメーション制作 - ウォルター・クリントン、マイケル・ラー、グラント・シモンズ
- 脚本 - ジャック・コズグリフ、リッチ・ホーガン
- 音楽 - スコット・ブラッドリー

## 内容
空腹の野良猫が、ある家に飼ってあるカナリアを狙う。しかし、そこには番犬のスパイクがいて容易に近寄れない。家の夫人が外出することになり、隣の犬以外は家に入れるなとスパイクに命じる。これを耳にした野良猫は隣の犬が寝ている隙に頭の皮を剥ぎ去り、それを頭に取り付けスパイクを騙し、カナリアを喰らおうとする。スパイクが近づいて来る度に骨を渡して追い払うが、カナリアによる抵抗もありうまく行かない。一方で、スパイクは欲張りで野良猫から与えられる骨に夢中となり、もらっては庭に出て穴を掘って埋める事の繰り返しで、番犬の役目を果たしていない。
しかし、ついには野良猫が化けていることに気づき、外に放り出すが、追い出された野良猫はスパイクが庭に埋めた骨を掘り返して全部持ち帰ろうとする。これを見たスパイクは、事もあろうにカナリアを取り出してその骨と交換しようと言う。交渉は成立したが、カナリアは抵抗の上、骨の入った袋を抱えて逃げ去ってしまう。何も得ることができなかった両者の横に現われたのは頭の皮を奪われ怒りの表情を浮かべる隣の犬。両者は責任をなすり付け合うが、あまりの醜態に隣の犬は痺れを切らし、両者ともに頭の皮を剥ぎ取られ、入れ替えられるというきついお仕置きを受けるのであった。
多分に社会風刺的な作品である。

## 登場するキャラクター
スパイク
夫人のペット。ある家の番犬を務めるが、単純で強欲。そのため野良猫に騙され続ける。最後には骨が欲しいためにカナリアを差し出すという番犬失格の体たらく。日本語版では飼い主の夫人から「ブルヤ」と呼ばれていた。
野良猫
1947年に公開された『太りっこ競争』にも登場するタイプの猫で、空腹で家の中にいるカナリアを狙う展開も同作品と共通している。カナリアを捕らえて喰らおうとするがことごとく失敗する。原題名の「The Counterfeit Cat（偽装した猫）」は隣の犬に化けたことから。
カナリア
スパイクと同じく、夫人のペット。野良猫に狙われ、最初はスパイクに守られていたが、終盤で番犬のスパイクにも裏切られるが、したたかな抵抗でこれを撃退する。
隣の犬
寝ている間に野良猫に頭の皮を剥ぎ取られるというひどい目に遭うが、最後にはスパイクと野良猫が頭の皮を剥ぎ取ったと勘違いして2人に仕返しをする。
夫人
ブルヤ（スパイク）に留守番とカナリアの護衛を頼んで外出する。首から下だけで、顔は画面に出ない。

## 日本でのTV放映
TBS版の『トムとジェリー』の短編に挟まれて放映されていた。